# Igor Lopatin
Igor Konstantinovich Lopatin (en ruso: Игорь Константинович Лопатин) (13 de noviembre de 1923, Poltava, Ucrania - † 15 de junio de 2012, Bielorrusia) fue un entomólogo ucraniano y bielorruso, uno de los mayores expertos en los escarabajos que comen hojas.

## Formación
En 1946 se graduó en biología por la Universidad de Járkov. Realizó investigaciones en las estepas del sur de Ucrania y en 1950 culminó el posgrado en Entomología con una tesis sobre los escarabajos de las hojas en Zadneprovya. En 1965 recibió su doctorado en la Universidad de Odesa con una tesis sobre "Escarabajos de las hojas de Asia Central y el norte de Afganistán". Obtuvo entonces el título de profesor en las ciencias biológicas.

## Vida profesional
Fue profesor en el Instituto Zoológico de la Academia de Ciencias de la URSS en Leningrado. En 1966 se convirtió en decano de la Facultad de Biología de la Universidad Estatal de Tayikistán.
Desde 1970 hasta su muerte fue el director del Departamento de Zoología de la Universidad Estatal de Bielorrusia, en Minsk. En 1977 publicó en Alma-Ata su libro Escarabajos de las hojas de Asia Central y Kazajistán, que en 1984 fue traducido al y publicado en Estados Unidos por el Departamento de Agricultura. En 1980 publicó el libro de texto Fundamentos de la Zoogeografía. Fundó la escuela de entomólogos taxonomistas. Describió más de 700 nuevas especies de escarabajos.
En 1994 fue nombrado miembro de la Academia de Ciencias de Rusia. Fue presidente de la Sociedad Entomológica de Bielorrusia y miembro Honorario de la Sociedad Entomológica de Rusia. Fue galardonado con el Premio Estatal de la República de Bielorrusia en el campo de la Ciencia y Tecnología (1984) y ganador del premio la Sociedad Científica Shevchenko (1994). Publicó 6 libros y más de 250 artículos científicos.

## Abreviatura (zoología)
La abreviatura Lopatin  se emplea para indicar a Igor Lopatin como autoridad en la descripción y taxonomía en zoología.